# Pierre-Antoine Demoustier
Pour les articles homonymes, voir Demoustier.
Pierre-Antoine Demoustier est un ingénieur français, né le 1er août 1735 à Lassigny (aujourd'hui dans l'Oise) et mort le 28 février 1803 à Paris. Il est considéré comme l'un des meilleurs de son époque. 

## Biographie
Pierre-Antoine Demoustier fut reçu à l'Ecole des ponts et chaussées en 1756 et accomplit une longue carrière de 1763 jusqu'au Consulat.
Il construisit le pont de la Concorde (à l'époque pont Louis XV) et devint ingénieur en chef du département de la Seine chargé par Bonaparte, Premier consul, de prévoir et superviser la création de nouveaux ponts à Paris dont le pont des Arts.
Sous la supervision de Jean-Rodolphe Perronet, il participe aussi à la construction du pont de Neuilly-sur-Seine.
Une notice nécrologique détaillée par son élève Corneille Lamandé fut publiée à sa mort, en l'an XI (1803).
Il était l'oncle de Charles-Albert Demoustier.

## Sources
Cet article comprend des extraits du Dictionnaire Bouillet. Il est possible de supprimer cette indication, si le texte reflète le savoir actuel sur ce thème, si les sources sont citées, s'il satisfait aux exigences linguistiques actuelles et s'il ne contient pas de propos qui vont à l'encontre des règles de neutralité de Wikipédia.
- C. Lamandé, "Notice sur la vie et les ouvrages de Pierre Antoine Demoustier [...]", dans Recueil polytechnique des Ponts et chaussées, etc.